# マークスホールディングス
株式会社マークスホールディングス（Mercs Holdings）は、宮城県仙台市に本社を置く事業持株会社。株式会社マエダ、株式会社マイヤ、株式会社おーばん、株式会社キクチ（現：フレスコ株式会社）の共同出資によって設立された。

## 概要
2010年8月26日にマエダ、マイヤ、おーばん、キクチの東北地方のスーパーマーケット4社による共同仕入れ会社・株式会社マークスとして設立。
マエダ、マイヤ、おーばんホールディングス、キクチは2014年7月31日に、同年10月に経営統合を行うことを発表。同年10月4日付で4社は経営統合したと同時に、商号を株式会社マークスから株式会社マークスホールディングスへ変更した。

## 沿革
- 2010年（平成22年）8月26日 - 商品の共同仕入れを目的として、マエダ・マイヤ・おーばん・キクチの共同出資によって株式会社マークスとして設立。
- 2014年（平成26年）
  - 7月31日 - マエダ、マイヤ、おーばんホールディングス、キクチが株式交換により同年10月4日付で経営統合を行うことを発表[2]。
  - 10月4日 - マエダ、マイヤ、おーばんホールディングス、キクチが経営統合。商号を株式会社マークスから株式会社マークスホールディングスへ変更。同時にマエダ、マイヤ、おーばんホールディングス、キクチは株式交換によりマークスホールディングスの完全子会社となる。
- 2018年（平成30年）3月23日 - 公益財団法人マークスホールディングス育英会を設立[3]。
- 2023年（令和5年）4月1日 - おーばんHDが事業会社であるおーばんとうめやを合併し、おーばんHDはおーばんに商号変更。

## グループ企業
- マエダ
- マイヤ
  - びはん
- フレスコ（キクチ）
- おーばん